# Юй Шусінь
Юй Шусінь, також відома як Естер Юй, (кит. трад. 虞書欣, спр. 虞书欣, піньїнь: Yú Shūxīn, акад. Юй Шусінь, нар. 18 грудня 1995) — китайська акторка та співачка. Вона є колишньою учасницею THE9, жіночого гурту з проєкту «Молодь з тобою 2», шоу на виживання платформи iQIYI. Шусінь також отримала визнання завдяки ролям у популярних телесеріалах «Знайди себе» (2020), «Місячне світло» (2021) і «Кохання феї та диявола» (2022).

## Раннє життя
Шусінь народилася в Шанхаї, Китай, і є єдиною дитиною у своїй родині. Її батьки є магнатами з нерухомості та володіють кількома компаніями; сама Шусінь також є акціонером і власницею багатьох підприємств. Щоб отримати післясередню освіту, вона відвідувала Коледж мистецтв LASALLE у Сінгапурі та закінчила його за спеціальністю «Модні медіа та індустрія».

## Кар'єра

### 2015—2019: Початок кар'єри
У 2015 році Юй Шусінь дебютувала як акторка в усі-серіалі «Прикордонне місто: Мандрівник», прем'єра якого відбулася в 2016 році. Згодом вона отримала визнання завдяки своїй участі у розважальній програмі «Ступінь 1: Новачок». У 2017 році Шусінь продовжила акторську кар'єру, граючи ролі другого плану в історичній серіалі «Спілка радників» і романтичному сімейному серіалі «Звичайні роки».
У 2018 році Шусінь зіграла свою першу головну роль у серіалі про повноліття «Молодість», який є адаптацією за мотивами південнокорейського серіалу 2016 року «Привіт, мої двадцяті!». У 2019 році вона зіграла роль веселої акторки в романтично-комедійному серіалі «Мій дивовижний хлопець 2».

### 2020-тепер: Набирання популярності
У 2020 році Юй Шусінь брала участь в розважальній програмі «Молодь з тобою 2» і стала однією з найпопулярніших учасниць шоу. Вона успішно дебютувала як учасниця тимчасового дівочого гурту THE9 30 травня 2020 року.
Того ж року Шусінь також здобула популярність і визнання своєю роллю симпатичної студентки університету в популярному романтичному романтичному серіалу «Знайди себе» і була номінована на Нагороду «Вибір глядачів» на 30-й Китайській телевізійній премії «Золотий Орел». Пізніше вона зіграла роль дивакуватої жінки-слідчої у високо оціненому історичному серіалі «Я закохалася у тебе», а також з'явилася у неодноразовій гостьовій ролі у серіалі «Кохання таке романтичне». У 2020 році в елітному списку Forbes China Under 30 її було включено як відому акторку індустрії розваг і спорту.
У 2021 році Шусінь знялася в ролі новачка-монтажера в романтично-комедійному серіалі «Місячне світло». 5 грудня 2021 року гурт THE9 офіційно розпався.
У 2022 році було підтверджено, що вона зіграє ролі жвавої та невинної безсмертної у фенезійному романтичному серіалі «Кохання феї та диявола» і блогера у сфері моди з орнітологічним ступенем доктора філософії в екологічно-романтичному серіалі «Романтика маленького лісу».
Також підтверджено, шо Шусінь зіграє головну жіночу роль у фентезійній серіалі «Меч і фея», що адаптований за однойменною популярною китайською рольовою грою.

## Фільмографія

### Фільми
| Рік          | Українська назва | Китайська назва | Роль     | Замітки/Примітки |
| ------------ | ---------------- | --------------- | -------- | ---------------- |
| В очікуванні | «Хуа Ло Лю Нянь» | 花落流年        | Лі Їфань | [ 17 ]           |

### Телесеріали
| Рік  | Українська назва                | Китайська назва         | Роль                           | Мережа               | Примітки/Посил. |
| ---- | ------------------------------- | ----------------------- | ------------------------------ | -------------------- | --------------- |
| 2016 | «Прикордонне місто: Мандрівник» | 新边城浪子              | Цін Ше                         | Beijing TV           | [ 3 ]           |
| 2017 | «Спілка радників»               | 大军师司马懿之军师联盟  | Консорт Лю                     | Anhui TV, Jiangsu TV | [ 5 ]           |
| 2017 | «Звичайні роки»                 | 平凡岁月                | Лі Сяоя                        | Anhui TV, Beijing TV | [ 6 ]           |
| 2018 | «Молодість»                     | 最亲爱的你              | Чень Ченьчень                  | Youku                | [ 7 ]           |
| 2019 | «Мій дивовижний хлопець 2»      | 我的奇妙男友2之恋恋不忘 | Тянь Цзінчжи                   | Mango TV             | [ 8 ]           |
| 2020 | «Знайди себе»                   | 下一站是幸福            | Цай Міньмінь                   | Hunan TV             | [ 11 ]          |
| 2020 | «Я закохалася у тебе»           | 少主且慢行              | Тянь Саньці                    | iQIYI                | [ 13 ]          |
| 2020 | «Кохання таке романтичне»       | 少爷与我的罗曼史        | Чен Цяньюй                     | Відео Tencent        | Гостьова роль   |
| 2021 | «Місячне світло»                | 月光变奏曲              | Чу Лі                          | iQIYI                | [ 14 ]          |
| 2022 | «Кохання феї та диявола»        | 苍兰诀                  | Сяо Ланьхуа (Орхідея) / Сі Юнь | iQIYI                | [ 15 ]          |
| 2022 | «Романтика маленького лісу»     | 两个人的小森林          | Юй Мейжень                     | Youku                | [ 19 ]          |
| 2023 | «Меч і фея»                     | 仙剑六祈今朝            | Юе Ці                          | Відео Tencent        | [ 16 ]          |

### Телевізійні шоу

#### Як постійний учасник
| Рік  | Українська назва          | Китайська назва | Роль                         | Мережа            | Замітки/Примітки |
| ---- | ------------------------- | --------------- | ---------------------------- | ----------------- | ---------------- |
| 2016 | «Ступінь 1: Новачок»      | 一年级·毕业季   | Учасниця акторського складу  | Hunan TV          | [ 4 ]            |
| 2019 | «Звук: Сезон 3»           | 声临其境第三季  | Учасниця класу «Новий голос» | Hunan TV          |                  |
| 2020 | «Молодь з тобою 2»        | 青春有你第二季  | Конкурсантка                 | iQIYI             | [ 9 ]            |
| 2020 | «Проведімо вечірку»       | 非日常派对      | Учасниця акторського складу  | iQIYI             | [ 20 ]           |
| 2020 | «Вимір „Нова“»            | 跨次元新星      | Наставник з експансії        | iQIYI             | [ 21 ]           |
| 2021 | «Молодь з тобою 3»        | 青春有你第三季  | Репетитор молоді             | iQIYI             | [ 22 ]           |
| 2022 | «Йдімо кататися на лижах» | 超有趣滑雪大会  | Учасниця акторського складу  | iQIYI, Jiangsu TV |                  |

#### Як гість
| Рік  | Українська назва                              | Китайська назва        | Роль                                | Мережа         | Замітки/Примітки |
| ---- | --------------------------------------------- | ---------------------- | ----------------------------------- | -------------- | ---------------- |
| 2020 | «Ставайте до боротьби! 6»                     | 极限挑战6              | Гостя (серія 12)                    | Dragon TV      |                  |
| 2020 | «Ставайте до боротьби! Подорож за скарбами»   | 极限挑战宝藏行         | Гостя (серії 6 — 10)                | Dragon TV      |                  |
| 2020 | «Веселий табір»                               | 快乐大本营             | Гостя (серія, що вийшла 19.09.2020) | Hunan TV       |                  |
| 2020 | «Відправити 100 дівчат додому: Сезон 4»       | 送一百位女孩回家第四季 | Гостя (серія 4)                     | Sohu TV        | [ 23 ]           |
| 2021 | «ХАХАХАХА»                                    | 哈哈哈哈哈             | Гостя (серія 11)                    | Tencent, iQIYI | [ 24 ]           |
| 2021 | «Грай! Холодильник»                           | 拜托了冰箱             | Гостя (серії 4-5)                   | Tencent        |                  |
| 2021 | «Ставайте до боротьби! Подорож за скарбами 2» | 极限挑战宝藏行2        | Гостя (серія 3)                     | Dragon TV      |                  |

## Дискографія
| Рік  | Англійська назва       | Китайська назва | Альбом                       | Замітки/Примітки |
| ---- | ---------------------- | --------------- | ---------------------------- | ---------------- |
| 2016 | «Stars»                | 星辰            | «Grade One Freshman OST»     | [ 25 ]           |
| 2016 | «Finally One Day»      | 终有一天        | «Grade One Freshman OST»     |                  |
| 2019 | «Love Problem»         | 恋爱练习题      | «My Amazing Boyfriend 2 OST» |                  |
| 2020 | «Ever Since I Met You» | 自从遇见你      | «I've Fallen For You OST»    |                  |
| 2020 | «Gwalla»               | 乖啦            | «MatriX»                     |                  |
| 2021 | «Here's Chu Li»        | 初礼来了        | «Moonlight OST»              |                  |
| 2022 | «Loss of Memory»       | 失忆            | «Кохання феї та диявола OST» |                  |
| 2022 | Н/Д                    | 想和你          | «Кохання феї та диявола OST» | з Діланом Ваном  |

## Нагороди та номінації
| Рік  | Нагорода                                          | Категорія                             | Робота                               | Результат | Примітки      |
| ---- | ------------------------------------------------- | ------------------------------------- | ------------------------------------ | --------- | ------------- |
| 2020 | 30-та Китайська телевізійна премія «Золотий Орел» | Нагорода «Вибір глядачів» (акторки)   | «Знайди себе»                        | Номінація | [ 12 ] [ 26 ] |
| 2020 | 7-ма Церемонія вручення премії «Актори Китаю»     | Найкраща акторка (вебсеріал)          | «Я закохалася у тебе»                | Номінація | [ 27 ]        |
| 2020 | 5-та Золота премії Guduo Media                    | Акторка року                          | «Знайди себе», «Я закохалася у тебе» | Номінація | [ 28 ]        |
| 2020 | Премія телесеріалів 2020                          | 10 найпопулярніших жіночих персонажів | «Знайди себе»                        | Перемога  | [ 29 ]        |